# Campo Nazional-Radicale
Il Campo Nazional-Radicale (in polacco Obóz Narodowo-Radykalny, ONR) si riferisce ad almeno tre organizzazioni polacche fasciste, di estrema destra e ultranazionaliste con dottrine che derivano dalla mentalità nazionalista precedente alla seconda guerra mondiale.
L'attuale incarnazione ripresa nel 1993 è un movimento di estrema destra in Polonia, molto simile ai suoi predecessori storici. È stato spesso descritto come fascista e talvolta come neonazista. Dal 2012 è registrata come associazione.
L'ONR si considera un discendente ideologico del Campo Nazional-Radicale degli anni '30, un movimento politico ultranazionalista, patriottico e antisemita che esisteva nella Seconda Repubblica Polacca prima della seconda guerra mondiale, un partito politico anticomunista polacco illegale, e nazionalista fondato il 14 aprile 1934 principalmente dai giovani radicali che hanno lasciato il movimento politico Democrazia Nazionale.
Il Falanga National Radical Camp (in polacco Ruch Narodowo Radykalny-Falanga), RNR-Falanga o colloquialmente ONR-Falanga, era un piccolo gruppo politico polacco di terza posizione degli anni '30, così come lo era il National Radical Camp ABC (in polacco Obóz Narodowo-Radykalny ABC) o ONR-ABC in breve dopo la scissione del partito originale nel 1934. Falanga in polacco significa "falange", "ABC" si riferisce a un giornale stampato dall'organizzazione all'epoca.

## Prima incarnazione (1934)
Il partito è stato influenzato dalle idee del fascismo italiano.  Era contrario al sistema parlamentare e ha chiesto la costruzione di uno "stato nazionale", basato sui principi della gerarchia, della leadership di una persona e dell'eliminazione delle minoranze nazionali dalla vita pubblica.
Il Campo Nazional-Radicale proviene dal National-Democratic Party, un movimento ultranazionalista nato negli anni '20. L'emergere del National Radical Camp faceva parte del più ampio movimento della destra polacca verso la radicalizzazione negli anni '30. Virulentemente antisemiti, i membri dell'ONR furono responsabili di un aumento della violenza antisemita dopo il 1935.
Il partito è stato creato su insistenza degli ex membri del Camp of Great Poland (Obóz Wielkiej Polski), particolare Jan Mosdorf, Tadeusz Gluziński e Henryk Rossman. Ha sostenuto la nazionalizzazione di società straniere ed ebraiche e l'introduzione di leggi antisemite.
L'ONR era popolare soprattutto tra gli studenti e altri gruppi di giovani delle città. L'ONR incoraggiava apertamente i pogrom antiebraici e divenne la forza principale nell'organizzazione degli attacchi contro gli ebrei. Ha organizzato squadre da combattimento, ha attaccato ebrei e politici di sinistra, distrutto proprietà ebraiche e provocato scontri con la polizia. A causa del suo coinvolgimento nel boicottaggio dei negozi di proprietà ebraica, così come dei numerosi attacchi alle manifestazioni dei lavoratori di sinistra, l'ONR fu messa fuori legge dopo tre mesi di esistenza, nel luglio 1934. Diversi leader sono stati internati nel campo di detenzione di Bereza Kartuska, dove l'organizzazione si è divisa in due fazioni separate: l'ONR-Falanga (Ruch Narodowo-Radykalny) guidata da Bolesław Piasecki e l'ONR-ABC (Obóz Narodowo-Radykalny) formata attorno al giornale ABC e guidato da Henryk Rossman. Entrambe le organizzazioni erano ufficialmente illegali.

### Durante la seconda guerra mondiale
Durante la seconda guerra mondiale, entrambe le organizzazioni hanno creato organizzazioni di resistenza sotterranea: ONR-ABC è stata trasformata in Grupa Szańca (Rampart Group), il cui braccio militare è diventato lo Związek Jaszczurczy (Lizard Union), mentre l'ONR-Falanga ha creato il Konfederacja Narodu (Confederazione della Nazione). Non sostenevano lo stato segreto polacco legato al Governo in esilio della Polonia. Durante l'occupazione tedesca della Polonia, molti degli ex attivisti dell'ONR appartenevano a gruppi di resistenza delle forze armate nazionali. Dopo la seconda guerra mondiale, l'esilio forzato di molti membri dell'ONR è stato reso permanente dalla Repubblica Popolare di Polonia di recente creazione, che li ha bollati come nemici dello stato.

## Falanga

### Formazione e ideologia
Il RNR-Falanga si è formato nella primavera del 1935 in seguito a una scissione da parte dei membri del National Radical Camp avvenuto nel campo di detenzione Bereza Kartuska. Adottando il nome di Oboz Narodowo-Radykalny (Campo Nazional-Radicale), divenne presto noto come Falanga dal titolo del suo giornale (il gruppo rivale sarebbe stato presto chiamato ugualmente come il proprio giornale, diventando così noto come National Radical Camp-ABC).
Il Falanga era guidato da Bolesław Piasecki e sosteneva un "totalitarismo cattolico" ispirato al falangismo spagnolo. Tuttavia, sebbene chiaramente derivato dal Falangismo, è stato sostenuto che il loro cattolicesimo fosse ancora più centrale di quello del gruppo spagnolo e in effetti la loro dichiarazione che "Dio è la forma più alta dell'uomo" ha ricordato il fanatismo religioso di Corneliu Zelea Codreanu. Il gruppo è ampiamente considerato come un movimento fascista. Estremamente critico nei confronti del capitalismo e favorevole alla rimozione dei diritti di cittadinanza agli ebrei si è presentato come l'avanguardia dell'opposizione a Józef Piłsudski.

### Sviluppo
Con sede in gran parte nei campus universitari, il Falanga seguiva una politica di antisemitismo e sebbene avesse pochi membri, dalle sue basi nelle scuole tentò di lanciare attacchi contro studenti e le imprese degli ebrei.
Il gruppo finì presto sotto la repressione del governo polacco. In effetti, a differenza di movimenti simili in altri paesi europei che tenevano regolarmente manifestazioni pubbliche, l'ONR-Falanga tenne solo due di tali raduni, nel 1934 e nel 1937, entrambi rapidamente dispersi dalla polizia.
Per un certo periodo il movimento è stato associato al Camp of National Unity (in polacco Obóz Zjednoczenia Narodowego, OZN) in quanto il colonnello Adam Koc, impressionato dall'organizzazione dell'ONR-Falanga, ha posto Piasecki a capo del gruppo giovanile OZN. Koc auspicava la creazione di uno Stato monopartitico con l'impiego del movimento giovanile, sebbene le sue dichiarazioni abbiano turbato molti moderati filo-governativi. Koc fu rimosso dalla guida dell'OZN nel 1938 e sostituito dal generale Stanisław Skwarczyński che recise rapidamente ogni legame con l'RNR-Falanga.

### Scomparsa
Come movimento nazionalista polacco, l'RNR-Falanga si oppose all'occupazione tedesca della Polonia dopo l'invasione del 1939, e così fu rapidamente inglobato dalla Konfederacja Narodu, un gruppo di estrema destra all'interno della resistenza polacca.
Tuttavia, in seguito della creazione del governo comunista nel 1945, Piasecki fu autorizzato a guidare l'Associazione PAX (in polacco Stowarzyszenie PAX), un'organizzazione presumibilmente cattolica che era in realtà un gruppo di facciata del NKVD che mirava a promuovere il nuovo regime socialista presso i cattolici polacchi allontanandoli dal Vaticano.

## ABC
L'ONR-ABC è stato il secondo gruppo scissionista oltre a Falanga, fondato da Henryk Rossman.

## Incarnazione moderna (1993)

### Ideologia
Il moderno Campo Nazional-Radicale come i suoi predecessori è di orientamento fascista. L'ONU considera l'organizzazione un gruppo fascista che promuove l'odio razziale e ha invitato la Polonia a bandirlo.
La bandiera dell'organizzazione è stata inclusa nel manuale della polizia come un simbolo esplicitamente razzista. Il ministero dell'Interno ha successivamente ritirato il manuale dalla circolazione dopo una denuncia del parlamentare Adam Andruszkiewicz.
Nel 2015, una manifestazione dell'ONR si è conclusa con l'incendio di un'effigie di un ebreo ultraortodosso. Sono stati aperti procedimenti per violazione delle leggi contro "gli insulti alle persone in base a religione, etnia, razza o nazionalità".
Nel 2019, l'ufficio del procuratore distrettuale di Lublin-Południe ha avviato un procedimento contro l'ONR per "propaganda pubblica di un regime totalitario" dopo aver pubblicato un Tweet che celebrava il fascista belga e l'ufficiale delle SS Léon Degrelle.

### Marce

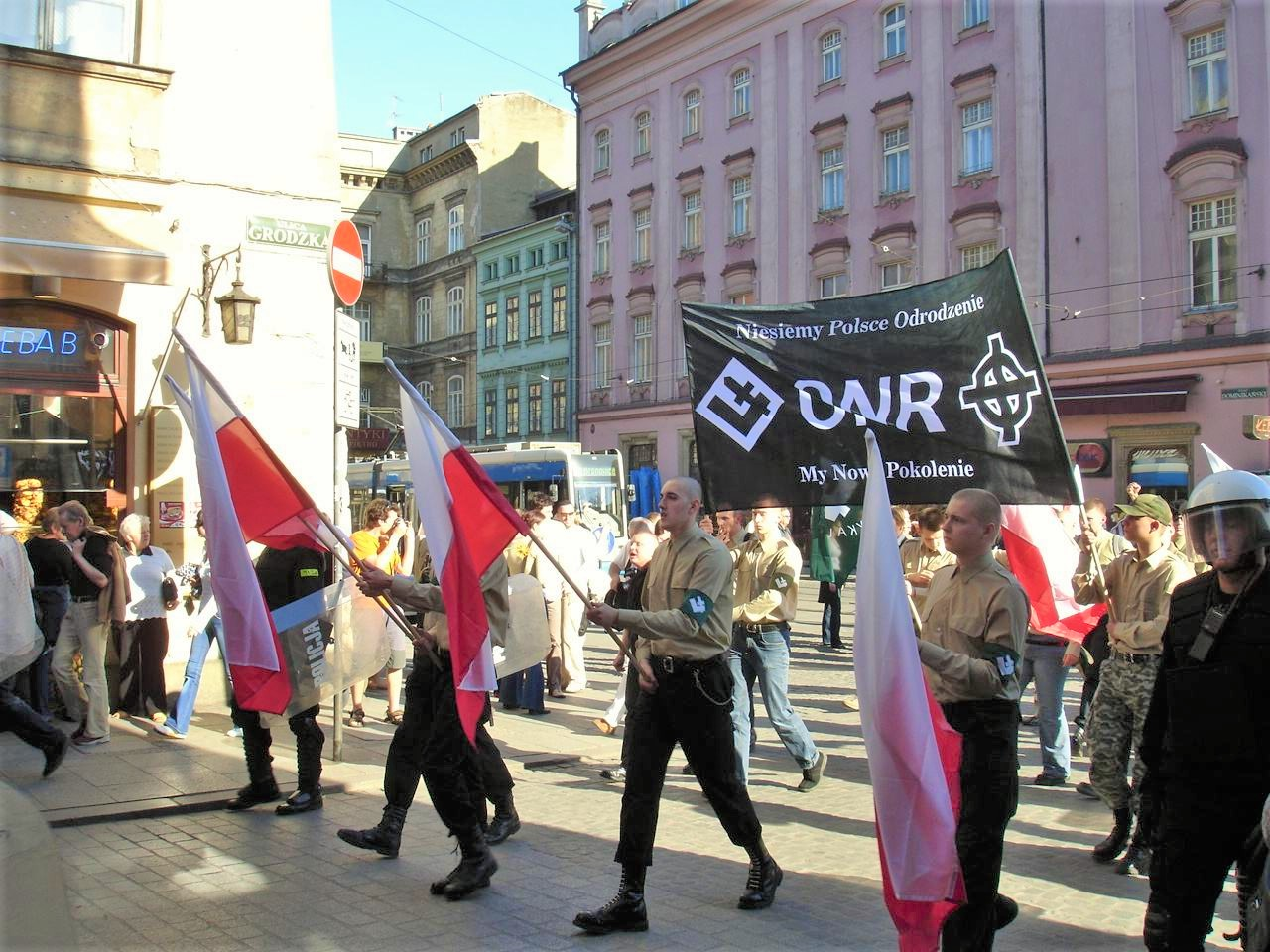
Marcia ONR a Cracovia, luglio 2007

#### Manifestazioni di Myślenice
ONR ha organizzato delle marce non autorizzate nel 2005, 2007, 2008 e 2009, per l'anniversario della rivolta antiebraica a Myślenice nel 1936. Nel 2005 il gruppo contava un paio di centinaia di membri.
Una manifestazione illegale tenutasi il 30 giugno 2007 è sfociata in un caso giudiziario, in cui il leader dell'ONR, Wojciech Mazurkiewicz, è stato assolto solo perché l'avvertimento del magistrato è stato emesso troppo tardi.
I membri dell'ONR in una manifestazione del 2008 a Myślenice hanno fatto un saluto romano prima di sciogliersi. Interrogato dai giornalisti sulla scena, il leader dell'ONR ha affermato che è diverso dal saluto nazista.

#### Marce del Giorno dell'Indipendenza
L'associazione è stata anche conosciuta come promotrice di marce durante il Giorno dell'Indipendenza della Polonia. Una di queste (a Varsavia), come co-iniziativa di diversi movimenti nazionalisti nel 2010, si è evoluto nel 2012 in uno dei più grandi eventi durante la giornata, che ora attrae una comunità più diversificata. Dal 2012 è organizzato da un'associazione registrata che è stata fondata ed è co-presieduta dall'ONR.
L'11 novembre 2017, 60 000 persone hanno marciato in una processione per la celebrazione del Giorno dell'Indipendenza co-organizzata dall'ONR insieme alla gioventù polacca. Le persone del gruppo "Black Block", che consisteva nelle associazioni "Niklot" e "Szturmowcy", portavano striscioni con la scritta "Europa bianca", "L'Europa sarà bianca". C'erano anche altri che cantavano "Morte ai nemici della patria" e "Polonia cattolica, non laica". Gli ospiti stranieri includevano il neofascista italiano Roberto Fiore, il parlamentare neonazista slovacco Milan Mazurek e diversi membri del partito di estrema destra Jobbik ungherese. Il suprematista bianco statunitense Richard B. Spencer avrebbe dovuto parlare alla marcia, ma gli è stato impedito di farlo, con il Ministero che ha annunciato in una dichiarazione successiva che le opinioni di Spencer erano "in conflitto con l'ordine legale della Polonia". La marcia è stata citata in una risoluzione del Parlamento europeo che chiedeva agli Stati membri di agire con decisione contro l'estremismo di estrema destra.
Per la marcia del 2018 è stato invitato il partito neofascista Forza Nuova.